# Голлер (Німеччина)
Голлер (нім. Holler) — громада в Німеччині, розташована в землі Рейнланд-Пфальц. Входить до складу району Вестервальд. Складова частина об'єднання громад Монтабаур.
Площа — 4,54 км2. Населення становить 976 ос. (станом на 31 грудня 2020).